# Col de la Croix-Morand
Le col de la Croix-Morand ou de la Croix Morand (sans trait d'union), ou col de Dyane, est un col du Massif central, situé à proximité de Clermont-Ferrand.

## Géographie
Le col de la Croix-Morand est un col du Massif central, situé dans le département du Puy-de-Dôme, sur la commune de Chambon-sur-Lac. Il s'élève à 1 403 mètres d'altitude, entre le puy de la Croix-Morand (1 520 m) à l'est-nord-est et le puy de la Tache (1 632 m) au sud-ouest. Il est emprunté par la route départementale 996 et relie la vallée de la Dordogne (commune de Mont-Dore) au sud-ouest, à celle de la Couze Chambon (commune de Chambon-sur-Lac) au sud-est.

## Histoire
En 1963, un télésiège fut érigé au col pour permettre aux promeneurs d'accéder au sommet du puy de la Tache (1 632 m). D'autres remontées mécaniques existaient le long de la route du col, notamment dans le val Blanc, et au carrefour de Barbier, en venant de Mont-Dore. Ces installations ont été démontées dans les années 1990 mais quelques bâtiments subsistent encore dont la gare de départ du Barbier et un cabanon sur le parking du col de la Croix-Morand.

## Profil de l'ascension

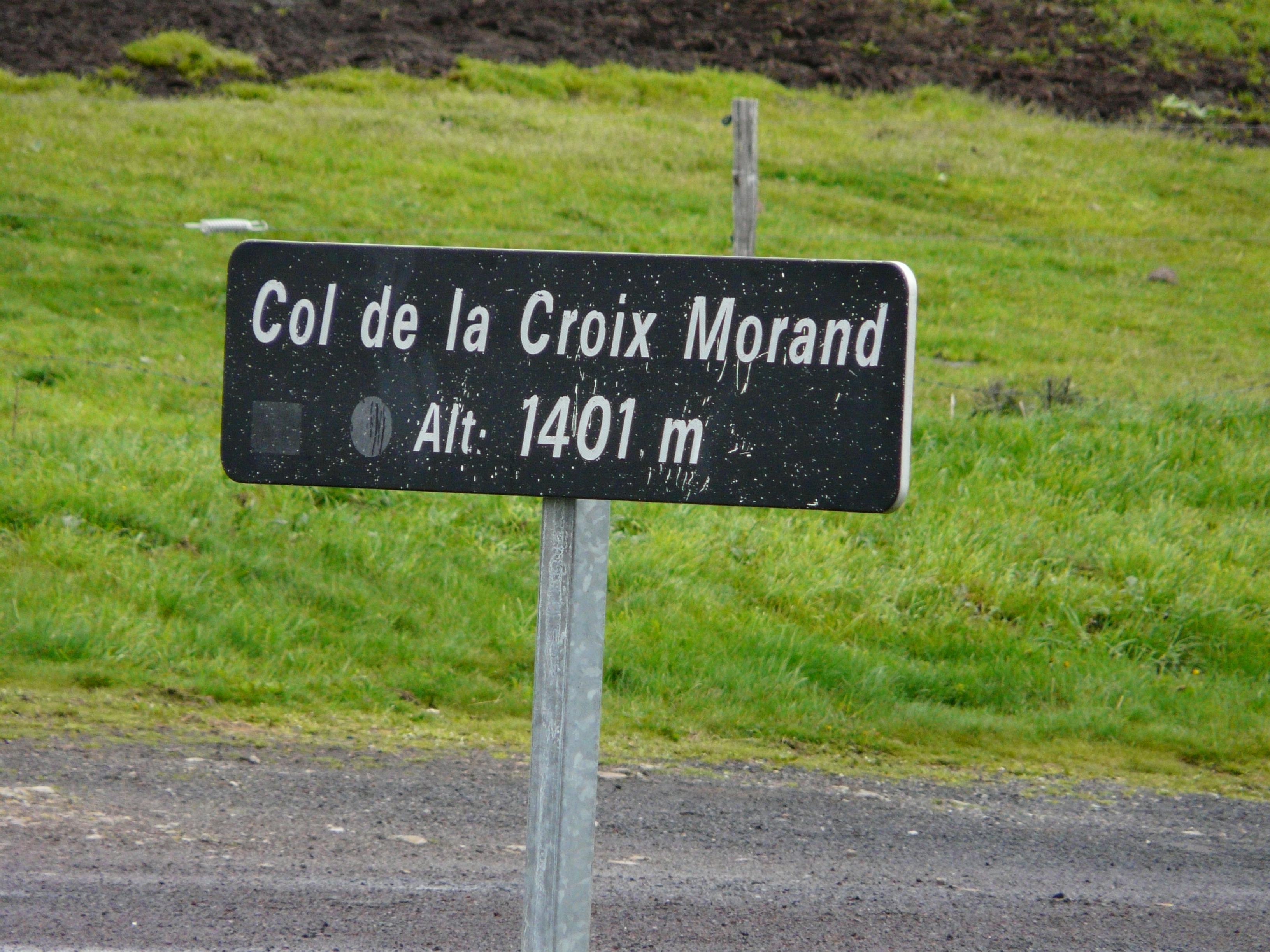
Panneau au col de la Croix-Morand.

Le col de la Croix-Morand est un haut lieu du cyclisme auvergnat, très emprunté, en particulier à la saison estivale, par les cyclotouristes. L’ascension compte 364 mètres de dénivelé pour 6,9 km depuis le carrefour (1 039 m) entre les rues Favart et du Capitaine-Chazotte ainsi que l'avenue du Général-Leclerc à Mont-Dore, sur le versant sud-ouest. La première partie de l'ascension comprend 3,4 km à 4,7 % jusqu'au carrefour (1 200 m) entre la route D996 que l'on suit et la D983 qui va au col de Guéry. De là, il reste 3,5 km à 5,8 % avec des passages jusqu’à 7 %. À l'exception de son dernier kilomètre, l'ascension, régulière, se fait à l'ombre de la végétation sur les contreforts de la ligne de crête que constituent les puys de la Tache, Monne, Barbier et de l'Angle.
Depuis le carrefour (887 m) entre la D996 et la D637 à la sortie de Chambon-sur-Lac sur le versant sud-est, la route grimpe sur 8,7 km pour 516 mètres de dénivelé soit une moyenne de 5,9 %. La montée démarre par des pentes rectilignes, jusqu’au croisement (995 m) au km 1,7 entre la D996 et la D636 qui prend la direction du col de la Croix Saint-Robert. À partir de là, il reste sept kilomètres à 5,8 %. Quelques épingles permettent de s’élever au-dessus du hameau de Bressouleille (1 090 m) après plus de 3 km d'ascension et découvrir le reste du col, particulièrement bucolique de ce côté. À mi-ascension, le passage dans la forêt de Peyre-Levade propose une pente plus douce et permet de récupérer avant d'entamer les derniers kilomètres, à flanc de montagne, qui comprennent des passages à plus de 7 %.
En l'absence de grande végétation, le col est très exposé au vent.
Depuis 2017, une manche du Trophée cycliste des Grimpeurs est organisée par l'association du même nom sur le versant est du col.

## Tour de France
Le Tour de France cycliste l'a emprunté à sept reprises, la première fois en 1951.
| Année | Étape | Catégorie | 1er au sommet    |
| ----- | ----- | --------- | ---------------- |
| 1951  | 10    | 2         | Bernardo Ruiz    |
| 1952  | 21    | 2         | Gino Bartali     |
| 1959  | 10    | 3         | André Le Dissez  |
| 1992  | 16    | 2         | Stephen Roche    |
| 1996  | 14    | 2         | Richard Virenque |
| 2008  | 6     | 2         | Sylvain Chavanel |
| 2025  | 10    | 3         | Ben Healy        |

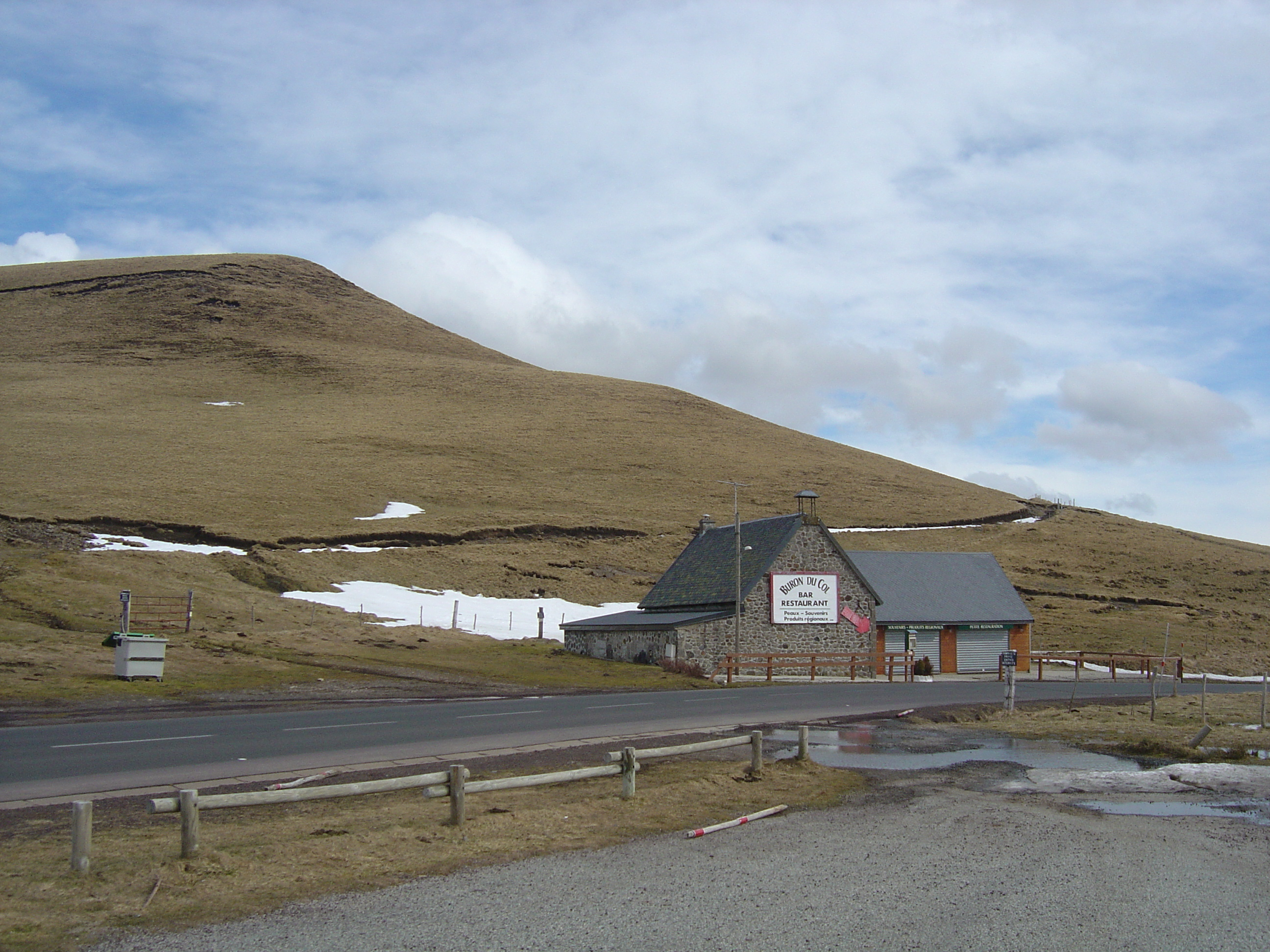
Buron du col de la Croix-Morand.
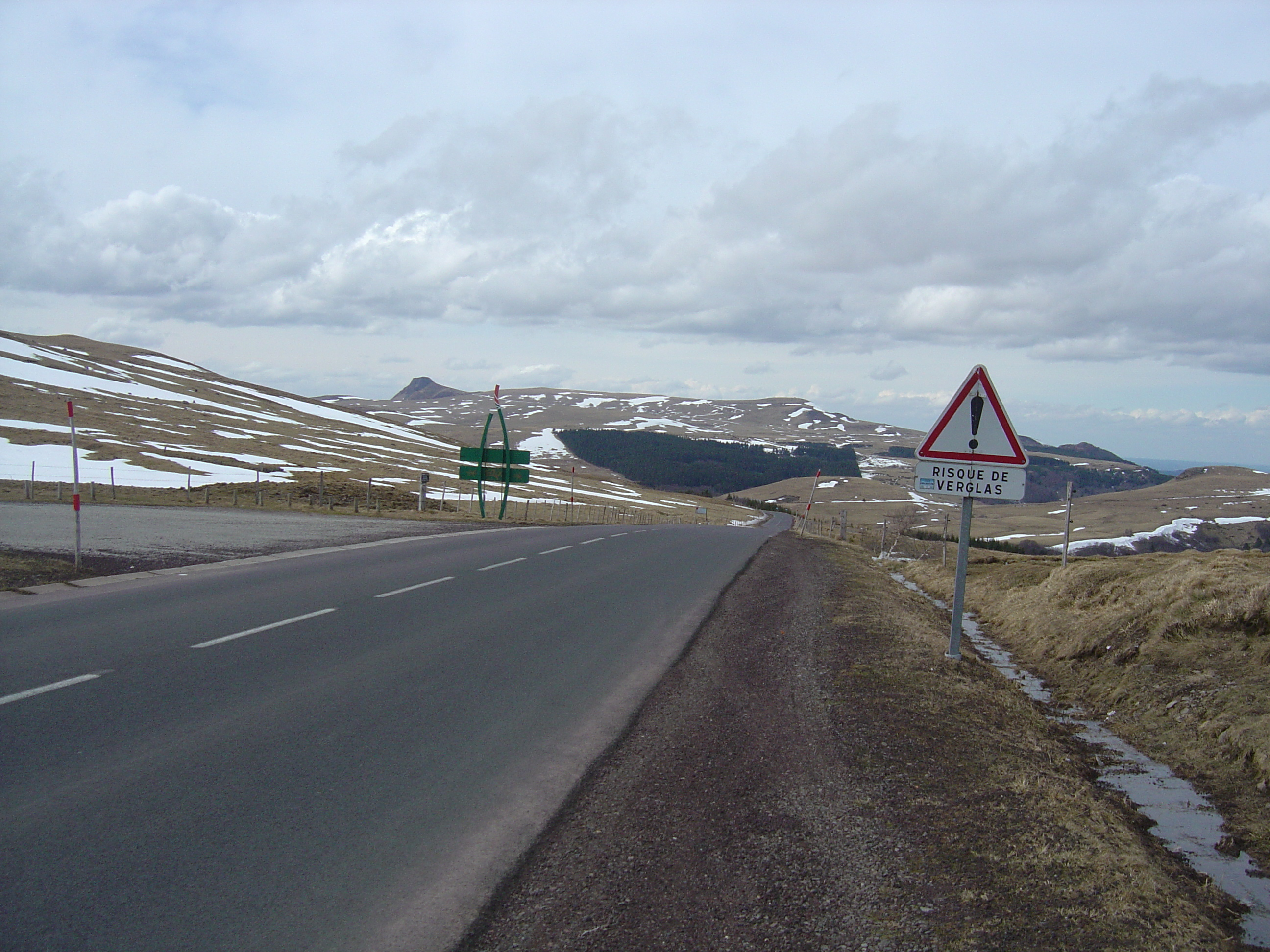
Dernière ligne droite du versant ouest du col. Vue sur la Banne d'Ordanche.
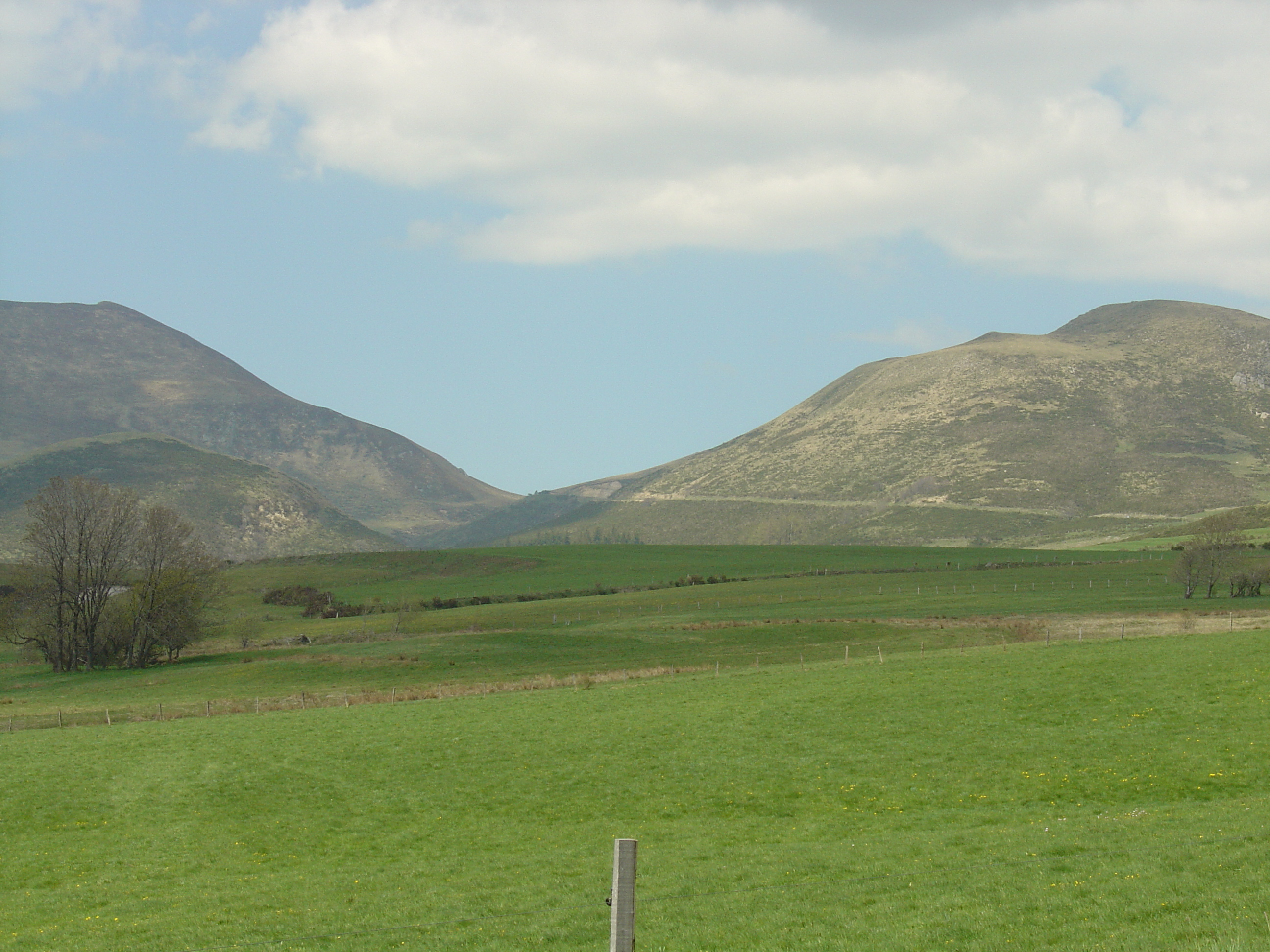
Vue au-dessus de Bressouleille sur les derniers kilomètres du col sur le versant sud-est.
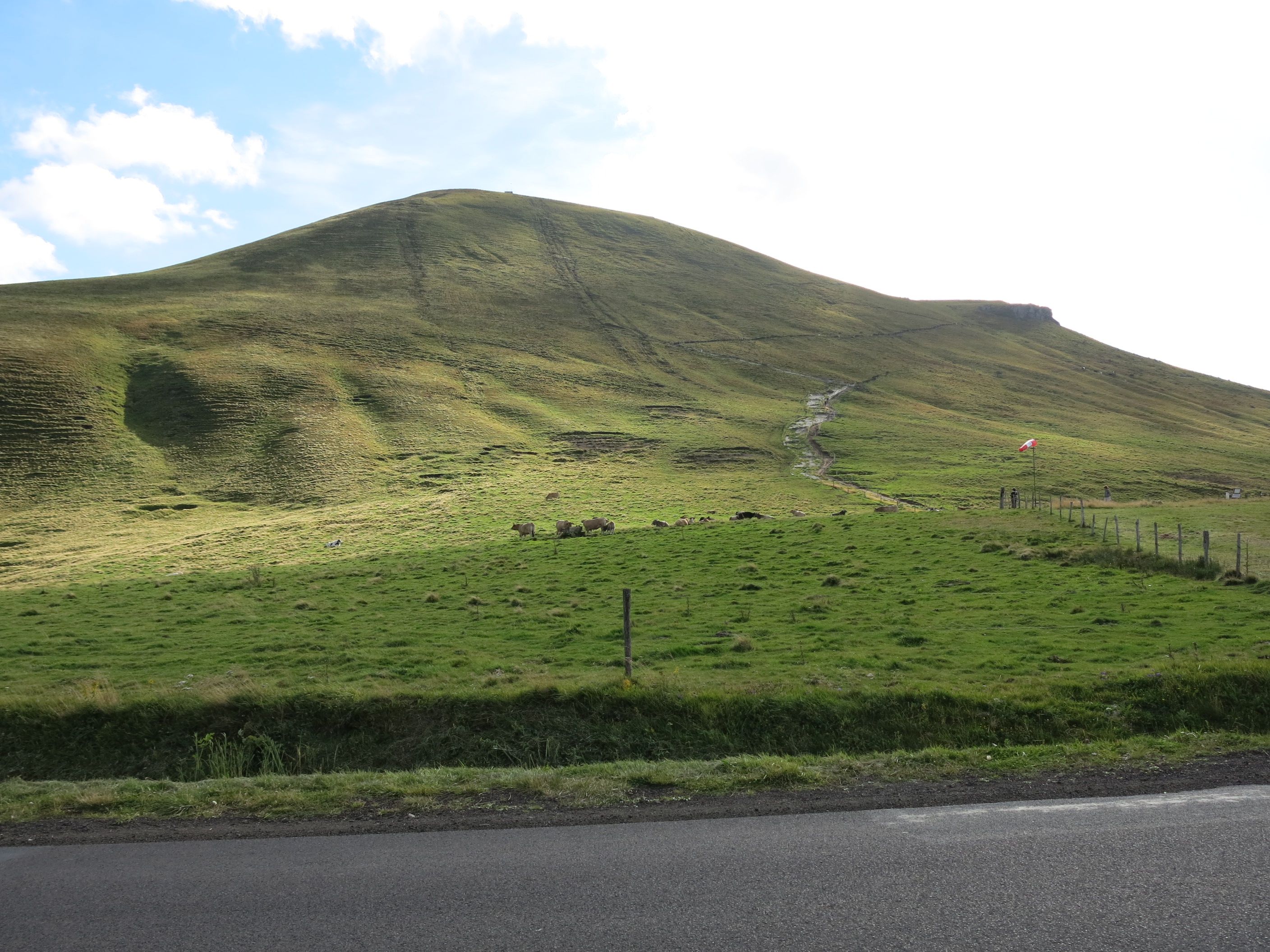
Le puy de la Tache, à proximité du col.

## Dans la culture
Le col a inspiré au chanteur Jean-Louis Murat une chanson éponyme sur son album Le Manteau de pluie en 1991.